# 14679 Susanreed
14679 Susanreed è un asteroide della fascia principale. Scoperto nel 1999, presenta un'orbita caratterizzata da un semiasse maggiore pari a 2,3902925 UA e da un'eccentricità di 0,1804024, inclinata di 1,78835° rispetto all'eclittica.